# 12753 Povenmire
12753 Povenmire (1993 HE) là một tiểu hành tinh vành đai chính được phát hiện ngày 18 tháng 4 năm 1993 bởi C. S. Shoemaker và E. M. Shoemaker ở Đài thiên văn Palomar.